# (100541) 1997 EG25
(100541) 1997 EG25 es un asteroide perteneciente al cinturón de asteroides, descubierto el 7 de marzo de 1997 por el equipo del Spacewatch desde el Observatorio Nacional de Kitt Peak, Arizona, Estados Unidos.

## Designación y nombre
Designado provisionalmente como 1997 EG25.

## Características orbitales
1997 EG25 está situado a una distancia media del Sol de 2,382 ua, pudiendo alejarse hasta 2,731 ua y acercarse hasta 2,032 ua. Su excentricidad es 0,146 y la inclinación orbital 7,258 grados. Emplea 1342,99 días en completar una órbita alrededor del Sol.

## Características físicas
La magnitud absoluta de 1997 EG25 es 16.